# Earl Bakken

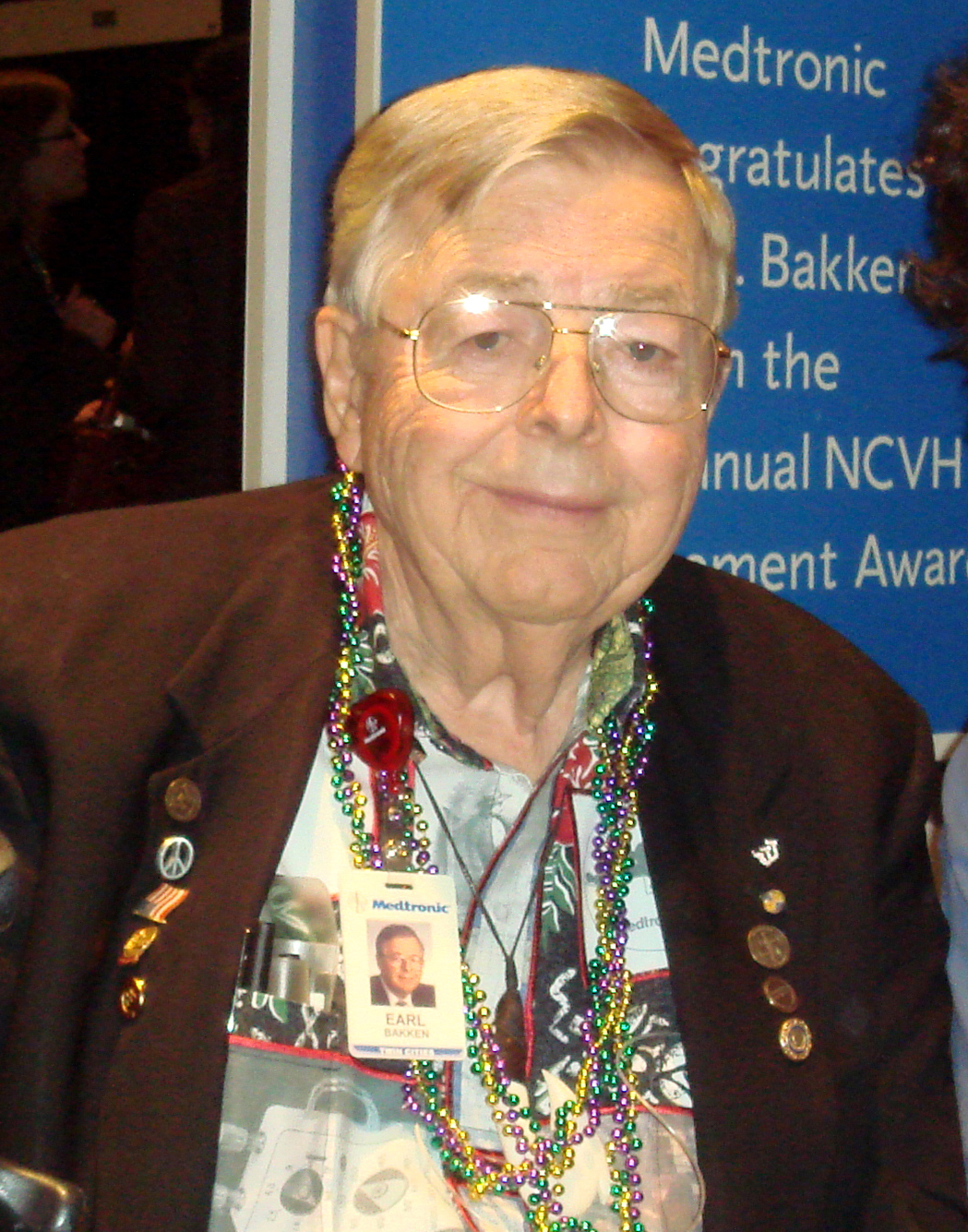
Earl Bakken

Earl Elmer Bakken (Minneapolis, 10 januari 1924 – Kiholo Bay (Hawaï), 21 oktober 2018) was een Amerikaans ondernemer. Hij was uitvinder van de micropacemaker en oprichter en directeur van pacemakerfabrikant Medtronic.

## Loopbaan
Aanleiding voor zijn uitvinding was een fataal probleem in het ziekenhuis van de Universiteit van Minnesota, waar Dr. C. Walton Lillihei levensreddende operaties verrichtte bij kinderen met het blauwebabysyndroom. Dit soort operaties maken het vaak noodzakelijk deze kinderen te voorzien van een pacemaker. Echter, pacemakers waren in deze periode grote apparaten die bovendien grote batterijen nodig hadden voor hun energie.
Als gevolg van een energie-uitval op 31 oktober 1957 stierf een van Dr. Lillihei's jonge patiënten. Dr. Lillihei had reeds eerder gewerkt met Earl Bakken en vroeg deze de volgende dag of hij dit probleem niet kon verhelpen. Bakken vond een circuitdiagram voor een metronoom in het populaire Amerikaanse tijdschrift Popular Electronics, en enkele weken later leverde Bakken een pacemaker op batterijvoeding in klein formaat aan Dr. Lillihei.
In de daarop volgende jaren richtte Bakken samen met zijn zwager Palmer Hermundslie het bedrijf Medtronic op en begon samen met andere artsen te werken aan volledig implanteerbare pacemakers. Het jonge bedrijf ging echter al snel failliet, maar kon binnen korte tijd weer een doorstart maken en groeide daarna snel uit tot een van de grootste pacemakerfabrikanten ter wereld. Dankzij de door hem geïntroduceerde Medtronic Missie wist het bedrijf in de loop der jaren uit te groeien tot een van de grootste en belangrijkste fabrikanten van pacemakers.
Earl Bakken nam in 1989 officieel afscheid van Medtronic, maar bleef verbonden met het bedrijf om nieuwe werknemers persoonlijk welkom te heten, en uitleg te geven over de door hem ingevoerde Medtronic Missie.
Hij overleed in 2018 op 94-jarige leeftijd in zijn woning in Hawaï.

## Medtronic in Nederland
In 1969 koos Earl Bakken persoonlijk ervoor om in Kerkrade een fabriek op te starten voor de fabricage van pacemakers. In 2001 bouwde het bedrijf in Heerlen, op industrieterrein Trilandis, een nieuw Europees distributiecentrum. Het distributiecentrum is gelegen in de naar de oprichter van Medtronic genoemde straat. In Maastricht-Randwyck is een R&D-vestiging naar hem genoemd, het Medtronic Bakken Research Center.